# Salvador Barberà
Salvador Barberà Sández (prononcé en espagnol : [salβaˈðoɾ βaɾˈβɛɾa ˈsãn̪dɛθ]) est un universitaire espagnol, né en 1946 à Barcelone.

## Parcours professionnel
Salvador Barberà Sández naît en 1946 à Barcelone.
Il étudie les sciences économiques à l'université de Barcelone, mais doit terminer sa licence à l'université de Bilbao après avoir été expulsé pour des motifs politiques. Il obtient en 1975 un doctorat à l'université Northwestern de Chicago.
De retour en Espagne, il enseigne jusqu'en 1977 à l'université autonome de Madrid, puis il rejoint l'université du Pays basque. Il est ensuite recruté par l'université autonome de Barcelone. Il est directeur de l'Institut catalan des études et de la recherche avancées de 1999 à 2004.
Il mène principalement ses recherches dans les domaines de la théorie du choix social et de la théorie des jeux.

## Activité institutionnelle
Salvador Barberà est membre du conseil des universités entre 1984 et 1988, sur désignation du Congrès des députés.
Après le retour au pouvoir du Parti socialiste ouvrier espagnol (PSOE) de José Luis Rodríguez Zapatero en 2004, il est nommé secrétaire général de la Politique scientifique et technologique par la ministre de l'Éducation et de la Science María Jesús San Segundo lors du conseil des ministres du 19 avril. Il est relevé de ses fonctions le 27 mai 2006 au profit de Francisco Marcellán.